# Ranellidae
Ne doit pas être confondu avec Tritoniidae.
Famille
Les Ranellidae sont une famille de mollusques marins de la classe des gastéropodes, de la super-famille des Tonnoidea au sein de l'ordre des Littorinimorpha.

## Historique
La famille des Ranellidae est décrite en 1854 par le zoologiste britannique John Edward Gray (1800-1875).
On a longtemps rangé de très nombreuses espèces dans cette famille, avant de les déplacer dans de nouvelles familles au gré des progrès dans la compréhension des liens qui les unissent. Il est à noter que les « ranelles » (genre Tutufa, anciennement Bursa) ne font plus partie de cette famille, transférées dans celle des Bursidae, ainsi que tout le genre Cymatium, déplacé dans la famille des Cymatiidae. 

## Synonymes
- Ranellinae Gray, 1854
- Tritoniidae H. Adams & A. Adams, 1853 : famille à ne pas confondre avec Tritoniidae Lamarck, 1809
- Tritoninae Gray, 1847

## Liste des genres
Selon World Register of Marine Species (6 septembre 2014) :
- genre Obscuranella Kantor & Harasewych, 2000 -- 1 espèce
- genre Priene H. Adams & A. Adams, 1858 -- 1 espèce
- genre Ranella Lamarck, 1816 -- 4 espèces
- genre fossile Haurokoa C. A. Fleming, 1955 †

## Galerie

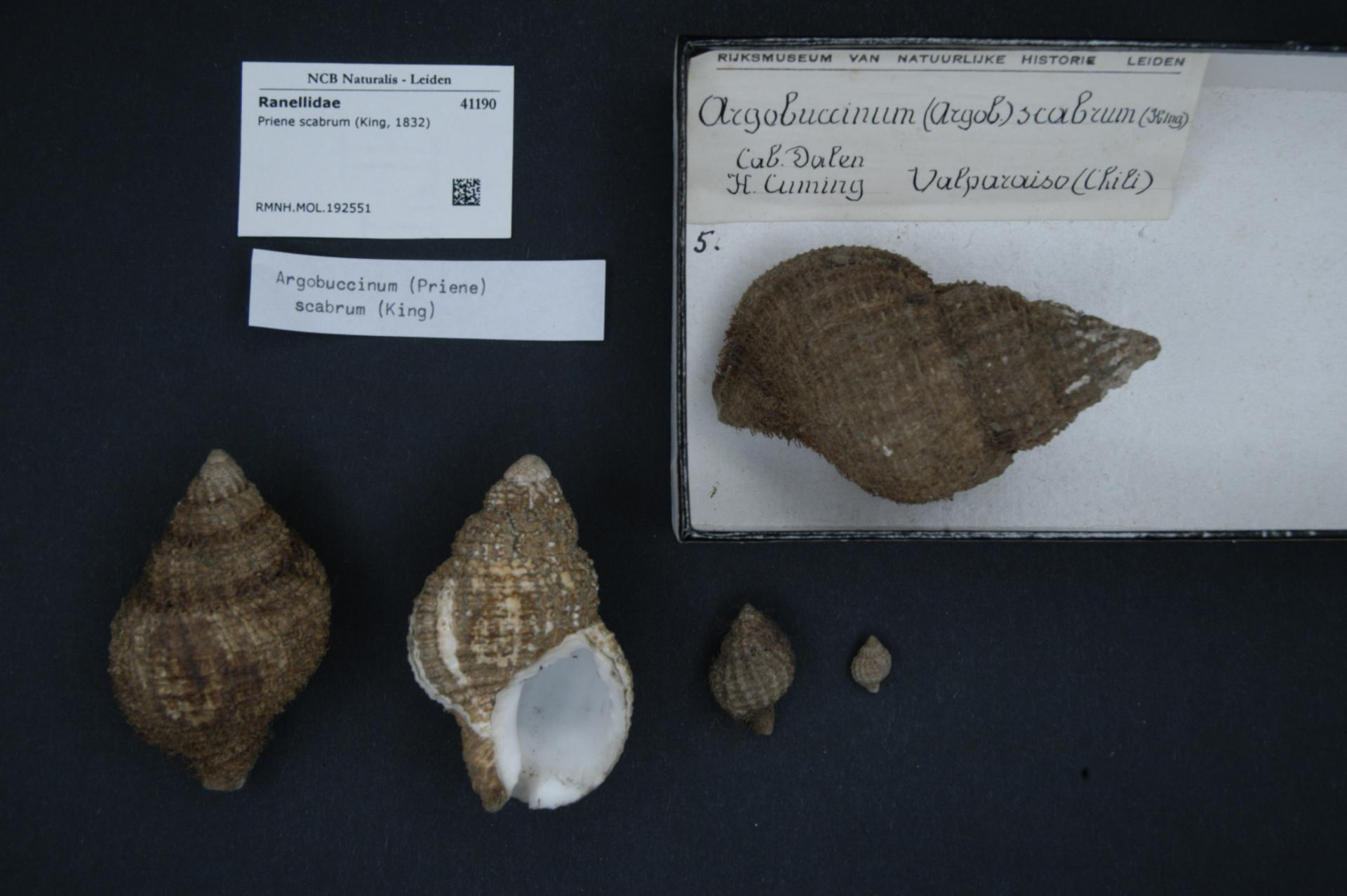
Priene scabrum
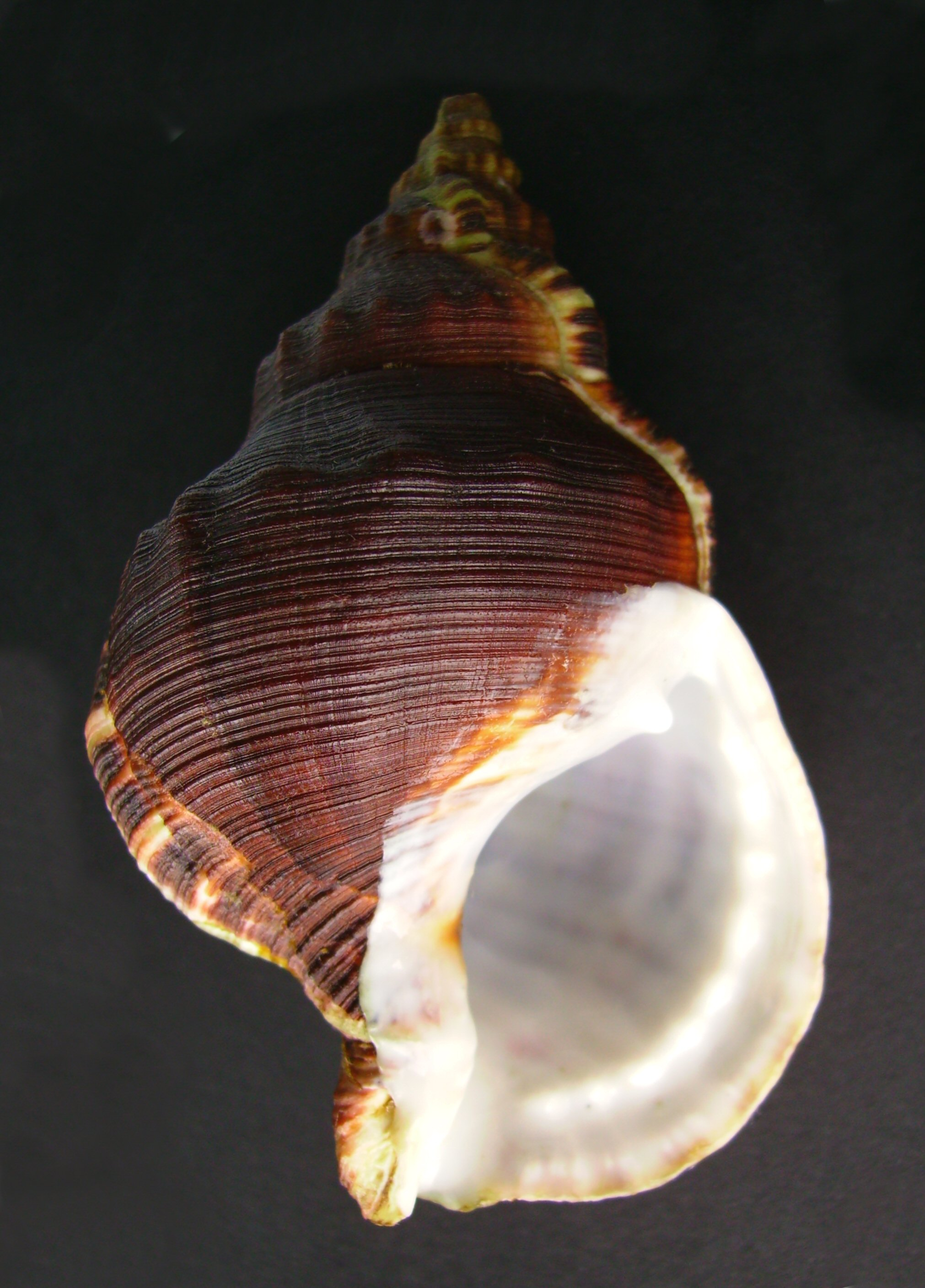
Ranella australasia
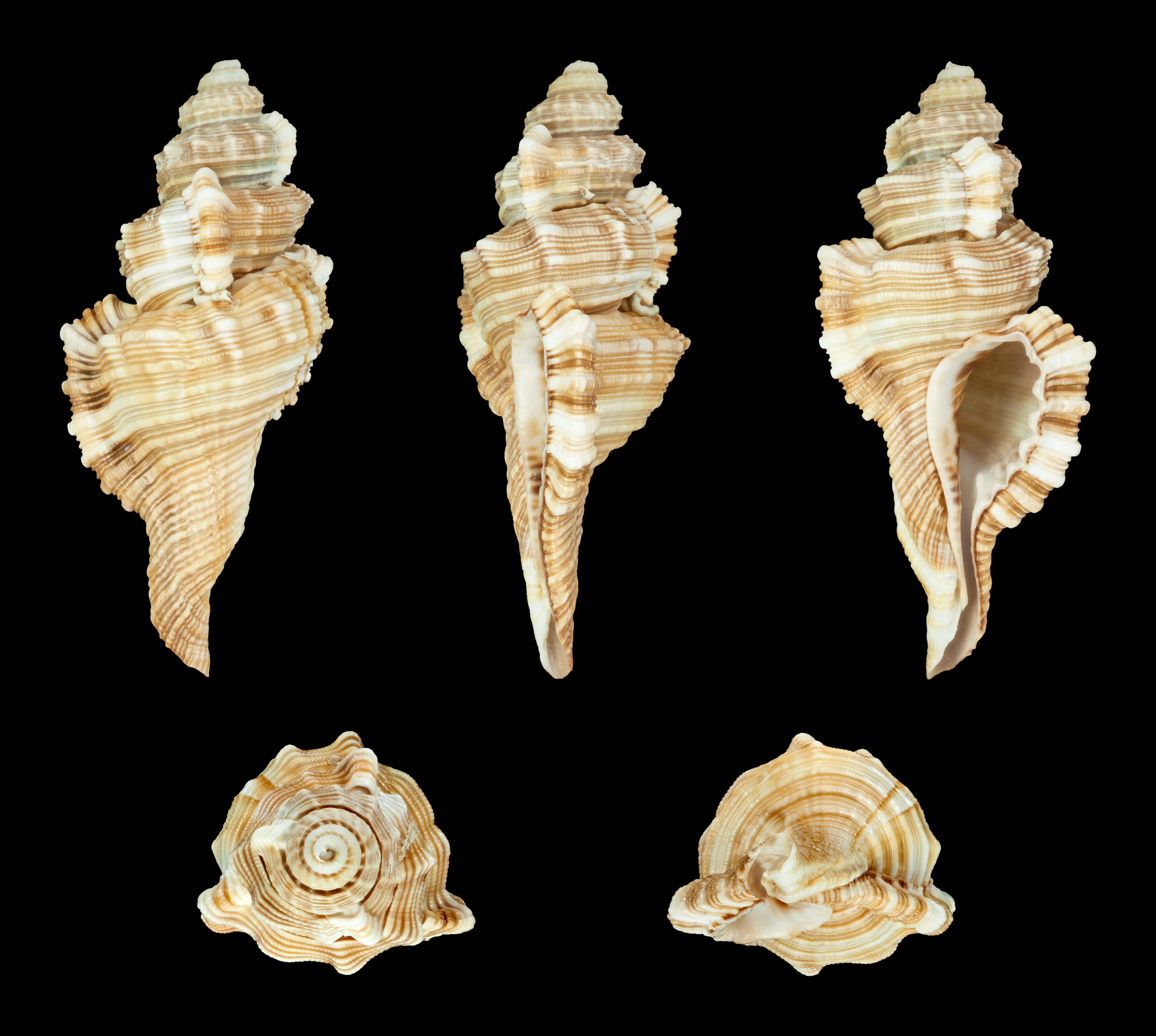
Ranularia tripa.